# Saint-Lubin-des-Joncherets
Saint-Lubin-des-Joncherets è un comune francese di 4 170 abitanti situato nel dipartimento dell'Eure-et-Loir nella regione del Centro-Valle della Loira.

## Società

### Evoluzione demografica
Abitanti censiti